# روح‌الله بیگی ئیلانلو
روح‌الله بیگی ئیلانلو (زاده ۱۳۵۲ در شهرستان میاندوآب) نمایندهٔ دورهٔ نهم مجلس شورای اسلامی و نایب رئیس اول کمیسیون اقتصادی مجلس شورای اسلامی از حوزهٔ انتخابیهٔ میاندوآب، شاهین‌دژ و تکاب در استان آذربایجان غربی است که در دوره دهم انتخابات مجلس شورای اسلامی رد صلاحیت شد.